# Rubus kenoensis
Rubus kenoensis är en rosväxtart som beskrevs av Gen-Iti Koidzumi. Rubus kenoensis ingår i släktet rubusar, och familjen rosväxter. Inga underarter finns listade i Catalogue of Life.